# Carte de séjour temporaire en France
Pour les articles homonymes, voir CST.
En France, la carte de séjour temporaire (CST) est un titre de séjour qui peut être accordé à un ressortissant étranger pour une durée déterminée, éventuellement renouvelable.

## Catégories et conditions

### Carte de séjour «vie privée et familiale»
Cette carte, qui autorise son titulaire à travailler, est accordée sous certaines conditions aux étrangers ayant des attaches personnelles et familiales en France. Elle est régie par les articles L. 313-11 à L. 313-13 du Code de l'entrée et du séjour des étrangers et du droit d'asile.

#### Délivrance de plein droit
La carte est délivrée  aux étrangers se trouvant dans un des cas suivants : 
- conjoint et enfants de 19 ans au plus d'un étranger résidant régulièrement en France, au titre du regroupement familial ou ayant une carte de séjour compétences et talents, ou une carte de séjour temporaire « salarié en mission »
- étranger de 19 ans au plus ayant résidé en France avec au moins un de ses parents depuis qu'il a atteint ses 13 ans au plus
- étranger de 19 ans au plus qui, avant ou à ses 16 ans, a été confié au service de l'aide sociale à l'enfance
- étranger ne vivant pas en état de polygamie et marié à un Français, à condition que la communauté de vie n'ait pas cessé depuis le mariage
- étranger ne vivant pas en état de polygamie et marié avec un ressortissant titulaire de la carte de séjour temporaire « scientifique ».
- étranger ne vivant pas en état de polygamie, qui est père ou mère d'un enfant français mineur résidant en France, à condition qu'il contribue à l'entretien et à l'éducation de l'enfant depuis sa naissance ou depuis au moins deux ans
- étranger ne vivant pas en état de polygamie qui dispose en France de forts liens personnels et familiaux
- étranger né en France justifiant y avoir résidé pendant au moins 8 ans de façon continue et ayant été scolarisé en France après l'âge de 10 ans pendant au moins cinq ans
- étranger titulaire d'une rente d'accident du travail ou de maladie professionnelle dont le taux d'incapacité permanente est égal ou supérieur à 20 %
- étranger ayant obtenu le statut d'apatride ou la protection subsidiaire
- étranger dont l'état de santé particulièrement grave nécessite une prise en charge médicale en France qu'il ne peut pas avoir dans son pays d'origine.
- Cas des étrangers ayant conclu un PACS, la loi du 15 novembre 1999 concernant le Pacte civil de solidarité institue que "la conclusion d'un PACS  (Pacte civil de solidarité) constitue l'un des éléments d'appréciation des liens personnels en France, au sens du 7° [de l'article L. 313-11 du CESEDA]". Plusieurs circulaires ont précisé les modalités d'application de ce texte. Les partenaires doivent justifier de la réalité et de la stabilité de leurs liens avec la France mais aussi de effectivité et de l'ancienneté de leur vie commune. Si le PACS a été conclu à l’étranger, il doit avoir été enregistré par le consulat. Au titre du critère de la stabilité des liens, la préfecture vérifie que le partenaire du demandeur, au cas où la personne n'est pas française, et dispose  d'une situation administrative stable sur le territoire et réside en France sous couvert d'une carte de séjour en cours de validité[1].
- Critère de stabilité des liens en France, selon la circulaire du 30 octobre 2004, le critère de stabilité des liens pose comme principe que les personnes justifient qu'elles sont installées en France depuis au moins un an. Les pratiques territoriales des préfectures peuvent être variables et une durée plus longue est parfois exigée[1]

Dans tous les cas, l'étranger doit signer un contrat d'accueil et d'intégration sauf ceux qui demandent un titre de séjour en raison de leur état de santé ou qui bénéfice de la protection subsidiaire.

#### Autres bénéficiaires
Peuvent également avoir la carte de séjour « vie privée et familiale » :
- le conjoint et les enfants d'un étranger ayant le statut de « résident de longue durée - CE » dans un autre État membre de l'Union européenne ou ayant une carte de séjour temporaire mentions « visiteur », « étudiant », « scientifique », « profession artistique et culturelle » ou mentionnant l'activité professionnelle qu'il a été autorisé à exercer
- l'étranger, qui ne vit pas en état de polygamie, pour des raisons humanitaires ou des motifs exceptionnels selon des critères définis par une commission nationale de l'admission exceptionnelle au séjour
- l'étranger victime de proxénétisme ou de traite des êtres humains qui porte plainte ou est témoin dans une affaire de cette nature.

### Carte de séjour «visiteur»
Une carte de séjour peut être accordée à l'étranger qui a des ressources suffisantes pour vivre en France sans pouvoir y exercer d'activité professionnelle. Il devra non seulement justifier de ses moyens d'existence mais aussi de ses conditions de logement en France. Elle est aussi délivrée pour les enfants mineurs arrivés en France dans le cadre d'un regroupement familiale....etc
Cette carte peut être délivré aux personnes de nationalités Algériennes et concernent plus précisément  les ressortissants algériens qui exercent une activité professionnelle non soumise à autorisation en présentant les justificatifs d'existence de ressources suffisantes et de la réalité de l’activité non réglementée qu’il entend exercer.  

### Carte de séjour «étudiant»
Pour pouvoir suivre des études en France, un étudiant étranger doit obtenir un titre de séjour qui l'autorisera à travailler au maximum 964 heures par an.
L'étranger devra justifier de son inscription dans un établissement français ainsi que de moyens d'existence suffisants.
La carte peut être renouvelée pendant toute la durée des études. Depuis la loi du 7 mars 2016 relative au droit des étrangers, l'administration française n'a plus la possibilité de refuser le renouvellement de la carte de séjour en cas de redoublement.

### Carte de séjour «stagiaire»
Il est possible pour un étranger qui suit en France un stage approuvé par les autorités françaises d'obtenir un titre de séjour à condition de disposer de moyens d'existence suffisants.
La durée de validité de la carte « stagiaire » est limitée à la durée du stage.

### Carte de séjour «scientifique»
Une carte de séjour peut être accordée à un étranger ayant un diplôme au moins équivalent au master, qui vient en France pour mener des travaux de recherche ou dispenser un enseignement de niveau universitaire.
L'étranger doit avoir une convention d'accueil signée avec un organisme de recherche ou d'enseignement supérieur agréé.

### Carte de séjour «profession artistique et culturelle»
Cette carte est destinée à l'étranger artiste, interprète ou auteur d'œuvre littéraire ou artistique à condition d'avoir un contrat de plus de 3 mois avec une entreprise ou un établissement œuvrant dans le domaine artistique ou culturel.

### Carte de séjour «salarié ettravailleurtemporaire»
Cette carte concerne l'étranger qui veut exercer en France une profession salariée et qui a obtenu un contrat de travail visé par la Direction départementale du Travail, de l'Emploi et de la Formation professionnelle (DDTEFP).
C'est l'employeur qui doit demander l'autorisation de travail auprès de la DDTEFP. Celle-ci est délivrée en fonction de la situation de l'emploi en France c'est-à-dire pour des secteurs d'activités qui, dans une zone géographique donnée, connaissent des difficultés de recrutement. Une liste nationale des emplois concernés est établie par les ministres de l'intérieur et du travail.

### Carte de séjour «commerçant, industriel et artisan»
Sous réserve d'obtenir une autorisation préfectorale, un étranger peut obtenir un titre de séjour pour exercer en France une profession commerciale, industrielle ou artisanale s'il justifie d'une activité économiquement viable et compatible avec la règlementation applicable pour l'exercice de la profession concernée.

### Carte de séjour «non salarié»
Un étranger peut obtenir un titre de séjour pour exercer en France une activité professionnelle non salariée qui n'est pas soumise à autorisation de travail (ce qui inclut par exemple les professions libérales).
La carte porte la mention de l'activité envisagée et n'autorise l'étranger à travailler que dans le secteur mentionné sur la carte.

### Carte de séjour «travailleur saisonnier»
L'étranger qui a un contrat de travail saisonnier visé par la DDTEFP peut avoir un titre de séjour à condition de conserver son domicile habituel à l'étranger. La carte est délivrée pour une durée maximum de trois ans mais n'autorise l'étranger à travailler que six mois maximum par an.

### Carte de séjour «salarié détaché»
L'étranger salarié d'une entreprise étrangère ou française peut être muté en France au sein d'un établissement de cette entreprise situé sur le territoire français.
Dans ce cas, et à condition qu'il perçoive un salaire brut au moins égale à 1,5 fois le SMIC, il peut obtenir une carte de séjour valide trois ans renouvelable.